# Järnboås
Järnboås er en industriby i Järnboås socken i Nora kommun i Sverige beliggende cirka tre kilometer nord for Nora og cirka to kilometer nordvest for Järnboås kyrka. SCB klassificerede frem til og med 2005 og igen fra 2015 bebyggelsen som en småort.

## Bebyggelsen
Byen rummer en skole med fritidshjem, en tidligere station samt et værk som var i brug i 1930'erne.

## Billeder
- Bro over Rastälven ved Järnboås, 1930'erne.
- Højovnen i 1937.